# Albrecht Digeon von Monteton
Albrecht Baron Digeon von Monteton (* 8. Dezember 1887 in Bernburg; † 3. Februar 1946 in Riga) war ein deutscher Generalleutnant der Wehrmacht. Er wurde am 3. Februar 1946 von einem sowjetischen Militärgericht in Riga wegen Kriegsverbrechen zum Tode verurteilt und hingerichtet.

## Leben

### Familie
Albrecht war der Sohn des preußischen Generalleutnants Anton Digeon von Monteton (1860–1937) und dessen Ehefrau Elisabeth, geborene von Alvensleben (* 1861) aus dem Hause Eichenbarleben. Sein älterer Bruder Constantin (1886–1944) fiel als Generalmajor im Zweiten Weltkrieg. Sein Großvater war der Offizier und Autor Otto Digeon von Monteton (1822–1913).
Er war seit dem 7. Mai 1929 mit Margarete Gräfin von der Schulenburg (1898–1958) verheiratet. Sie war eine Tochter von Matthias Graf von der Schulenburg (1861–1929) und seiner Ehefrau Elisabeth Gräfin von Sievers (1873–1953) aus Warrol, Livland. Margarete war eine Urenkelin von Werner von der Schulenburg-Wolfsburg.

### Militärkarriere
Digeon machte seine Schulzeit auf dem Herzoglichen Wilhelm-Gymnasium in Braunschweig. Dann trat er am 1. Oktober 1911 als Einjährig-Freiwilliger in das Niedersächsische Feldartillerie-Regiment Nr. 46 der Preußischen Armee ein und avancierte bis Mitte Februar 1913 zum Leutnant. In dieser Eigenschaft zog er mit Ausbruch des Ersten Weltkriegs im Verbund mit der 20. Infanterie-Division an der Westfront ins Feld und wurde Mitte September 1914 erstmals verwundet. Im weiteren Kriegsverlauf stieg er Anfang Juni 1916 zum Oberleutnant auf, war Batterieführer und ab Mitte Januar 1917 als Ordonnanzoffizier beim Stab der 20. Infanterie-Division tätig. Für sein Wirken wurde Digeon mit beiden Klassen des Eisernen Kreuzes und des Braunschweigischen Kriegsverdienstkreuzes, dem Verwundetenabzeichen in Schwarz sowie dem Friedrich-Kreuz ausgezeichnet.
Nach dem Waffenstillstand von Compiègne erfolgte Mitte Dezember 1918 die Rückversetzung in sein Stammregiment. Nach einer kurzzeitigen Verwendung als Adjutant der 20. Feldartillerie-Brigade wurde Digeon in die Reichswehr übernommen und war ab Ende Oktober 1919 Ordonnanzoffizier beim Stab des Artillerie-Führers 10. Am 5. Mai 1920 wurde er in das Reiter-Regiment 13 versetzt und absolvierte ab Oktober 1921 die Führergehilfenausbildung beim Stab der 5. Division. Digeon avanciert Anfang März 1923 zum Rittmeister, war von Mitte Oktober 1925 bis Ende März 1929 Eskadronchef im 2. (Preußisches) Reiter-Regiment und anschließend in gleicher Eigenschaft im 13. (Preußisches) Reiter-Regiment tätig. Zugleich fungierte er ab Februar 1931 als Standortältester in Lüneburg. Als Major wurde Digeon am 1. Oktober 1933 in das Reichswehrministerium nach Berlin versetzt. Ein Jahr später wechselte er zum Stab der Heeresdienststelle Kassel, welche nach der Enttarnung Anfang 1935 eine Position im Generalstab des Generalkommandos des IX. Armeekorps in Kassel bedeutete. Von 1938 bis zur Auflösung 1939 war er Kommandeur des Kavallerie-Regiments 15 in Neuhaus.
Mit Beginn des Zweiten Weltkriegs wurde Digeon am 1. September 1939 als Oberst zum Kommandeur des 167. Infanterie-Regiments der 86. Infanterie-Division ernannt. Er nahm 1940 am Westfeldzug teil und wurde ab 1941 an der Ostfront eingesetzt. Anfang April 1942 wurde Digeon zum Generalmajor befördert. Von April bis Mai 1942 war er vertretungsweise Kommandeur der 206. Infanterie-Division und anschließend vom 10. Mai bis 9. Juli 1942 mit der Führung der 342. Infanterie-Division beauftragt. Vom 10. September 1942 bis zum 5. September 1944 war er Kommandeur der neu aufgestellten 391. Feldausbildungs-Division, die am 23. März 1944 in 391. Sicherungs-Division umbenannt wurde. Am 1. Juni 1943 wurde er in dieser Position zum Generalleutnant befördert. Im Zuge der sowjetischen Sommeroffensive Operation Bagration wurde die Division zur Verstärkung der stark in Mitleidenschaft gezogenen 3. Panzerarmee der Heeresgruppe Mitte verwendet und zog sich im Juli und August 1944 kämpfend in das Baltikum nach Lettland zurück.
Ab September 1944 kommandierte er die 52. Sicherungs-Division, ab April 1945 auch als Festungskommandant von Libau. Im Mai 1945 wurde die Division von der Roten Armee eingeschlossen und er geriet in sowjetische Kriegsgefangenschaft.

### Verurteilung für Kriegsverbrechen
Am 3. Februar 1946 wurde er im Kriegsverbrecherprozess von Riga gemeinsam mit dem SA-Standartenführer und Gebietskommissar des Tallinner Bezirks Alexander Boecking und dem SS-Offizier Friedrich Jeckeln sowie weiteren Wehrmachtsoffizieren im Generalsrang, wie Hans Küpper, Wolfgang von Ditfurth, Bronislaw Pawel, Siegfried Ruff und Friedrich Werther, auf Grundlage von Ukas 43 zum Tode verurteilt. Ihm wurde in der Anklage „das Niederbrennen von Dörfern, Plünderungen und Verschleppung der Bevölkerung sowie Gräuel, Gewalttaten und Misshandlungen von Kriegsgefangenen“ vorgeworfen.
Vor mehreren Tausend Zuschauern wurden die zum Tode Verurteilten noch am selben Tag in Riga, in der Nähe des Flusses Düna, öffentlich gehängt.
Die Von-Monteton-Straße in Paderborn, Neuhaus, wird ihm zugeschrieben, da er dort als Regimentskommandeur tätig war.